# Jelševec, Krško
Jelševec este o localitate din comuna Krško, Slovenia, cu o populație de 7 locuitori.